# الحجلة (لعبة)

حركات الحجلة (النقطة السوداء هي الحجر، يلقي به ويسترجعه).

الحَجْلة هي لعبة للأطفال والتي يقوم بلعبها عدد من الأطفال في الحدائق أو الأماكن التي يقضون بها بعض الوقت.

## ظهور اللعبة
اخترع لعبة المربعات الرومان وربما في بريطانيا في أوائل الإمبراطورية الرومانية في البداية كان الهدف منها تدريب الجنود على نظام روما لتدريب المشاة.